# Половка Сергій Григорович
Сергій Григорович Половка (2 січня 1968, с. Кулажинці, Гребінківський район, Полтавська область — 31 жовтня 2020, Умань, Черкаська область) — український геолог, доктор геологічних наук.

## Життєпис
У 1983 р. закінчив вісім класів Харківецької середньої школи (Пирятинський р-н. Полтавська обл.).
1983—1987 рр. — навчання в Полтавському будівельному технікумі транспортного будівництва (спеціальність «будівництво та експлуатація автомобільних шляхів», кваліфікація «технік-будівельник».
1987—1989 рр. — служба в лавах збройних сил СРСР.
1989—1994 рр. — навчання на геологічному факультеті КДУ ім. Т. Г. Шевченка (спеціальність «геофізичні методи пошуків та розвідки родовищ корисних копалин», кваліфікація спеціаліста «інженер-геофізик»). Під час навчання в цьому вузі здобув військову спеціальність «Обробка (дешифрування) аерофотоданих повітряної розвідки».
1994—1997 р. — навчання в очній аспірантурі Інституту геологічних наук (ІГН) НАН України.
1998—1999 р. — інженер відділу сучасного морського седиментогенезу ІГН НАНУ.
1999 р. — захист кандидатської дисертації на тему «Зв'язок сучасних морфоструктур (сучасного рельєфу) дна північно-західного шельфу Чорного моря з глибинними структурами тектоносфери» (спеціальність 04.00.10 — «геологія океанів і морів», спеціалізація геоморфологія і тектоніка).
2011 р. — захист докторської дисертації на тему «Історія морської геології в Україні» у разовій спецраді Інституту геологічних наук НАН України вперше в Україні за спеціальністю 04.00.23 — «історія геології» захистив докторську дисертацію (наук. консульт. чл.-кор. НАН України Митропольський О. Ю.).
1999—2019 р. — робота в Уманському державному педагогічному університеті імені Павла Тичини, де пройшов шлях від асистента до професора кафедри географії та екології. Упродовж 2012—2015 рр. — очолював кафедру загального землезнавства та геології.
У 2019 н. р. перейшов працювати на посаду професора кафедри біоресурсів, аквакультури та природничих наук Поліського національного університету, де викладав такі дисципліни, як «Геологія з основами геоморфології», «Геологічна будова та рельєф України», «Поверхневі води України», «Загальне землезнавство», «Палеогеографія» і «Гідрологія та океанологія».
Автор понад 250 друкованих праць, з них 3 монографії.

## Основні праці
- Половка С. Г. Нема пророка в своїй Вітчизні (До 80 — річчя з дня народження О. М. Палія) / С. Г. Половка, М. О. Митропольський // Екологія довкілля та безпека життєдіяльності. — 2006. — № 4. — С. 91 — 92.
- Половка С. Г. Підводний науково-дослідний флот України / С. Г. Половка // Геологія і корисні копалини Світового океану. — 2006. — № 2. — С. 122—132.
- Половка С. Г. Сто морських геологів України: монографія / С. Г. Половка. — Київ; Умань: Візаві, 2007. — 261 с.
- Половка С. Г. Історія розвитку морської геології в Новоросійському університеті (1865—1920 рр.) / С. Г. Половка // Вісник КНУ ім. Тараса Шевченка. Серія: Геологія. — 2010. — Вип. 51. — С. 47 — 50.
- Половка С. Г. Слід у морі (До 80-ти річчя з дня народження професора С. І. Шуменко) / С. Г. Половка // Вісник ХНУ ім. В. Н. Каразіна. Серія: Геологія — географія — екологія. — 2011. — № 986, вип. 35. — С. 253—257.
- Половка С. Г. Історія морських геологічних досліджень в Україні: дисертація на здобуття наукового ступеня доктора геологічних наук за спеціальністю 04.00.23 — історія геології / С. Г. Половка. — Київ, 2011. — 318 с.
- Половка С. Г. Від мобілізму через фіксизм до неомобілізму / С. Г. Половка // Вісник Дніпропетровського університету. Серія: Геологія. Географія. — 2012. — Вип. 14, T. 20, № 3/2. — С. 108—113.
- Половка С. Г. Науково-педагогічна творчість професора Юрія Дмитровича Шуйського (до 70-ти річчя з дня народження) / С. Г. Половка, О. С. Осадчий // Історико-педагогічний альманах. — 2012. — Вип. 2. — С. 75 —79.
- Половка С. Г. Палентолого-стратиграфічна школа в Україні та її сучасні напрацювання в галузі геології океанів і морів (до 155-річчя від дня народження академіка УАН П. А. Тутковського) / С. Г. Половка // Вісник Дніпропетровського університету. Серія: Геологія. Географія. — 2013. — Вип. 15, T. 21, № 3/2/. — С. 145—154.
- Половка С. Історичний зріз геологічного вивчення Азово-Чорноморського регіону дослідниками України / С. Половка // Промислова та цивільна інженерія. Підводні технології. — 2015. — № 2. — С. 11 —23.
- Половка С. Г. Видатний дослідник морів та океанів — Геворк'ян Володимир Христофорович (до 85-річчя з дня народження) / С. Г. Половка, О. Д. Лаврик, О. А. Половка, С. М. Довбиш // Геологія і корисні копалини світового океану. — 2018. — № 1. — С. 103—108.
- Половка С. Г. ОДИН ІЗ ПІОНЕРІВ МОРСЬКИХ ГЕОЛОГІЧНИХ ДОСЛІДЖЕНЬ В УКРАЇНІ (до 90-річчя з дня народження Бориса Федоровича Зернецького) / С. Г. Половка, С. М. Довбиш // Геологія і корисні копалини Світового океану. — 2019. — 15. — № 3.  — С. 103 —108.